# Café Procope
Café Procope là một trong những quán cà phê lâu đời nhất và nổi tiếng nhất của Paris. Quán nằm ở số 13 phố Ancienne-Comédie, thuộc quận 6. Rất nhiều người nổi tiếng là khách hàng thường xuyên của quán như Voltaire, Diderot, d'Alembert.
Hai mươi năm sau khi cà phê du nhập vào triều đình Pháp, năm 1686, một người Sicilia tên là Francesco Procopio Dei Coltelli (về sau đổi tên thành Procope) có ý tưởng mở cạnh Saint-Germain-des-Prés một nhà hàng nơi để người ta thưởng thức cà phê. Khi đó, ở đây chỉ có các quán rượu.
|  |

Ba năm sau, Nhà hát kịch Pháp được mở cũng trên cùng phố đã giúp quán cà phê thu hút thêm khách. Các tác giả như Voltaire hay Rousseau có thói tới đây và tạo nên những buổi "cà phê văn chương" đầu tiên. Người ta còn cho rằng Diderot đã soạn cuốn Từ điển bách khoa toàn thư của ông ở đây và Benjamin Franklin thì viết nên Hiến pháp Hoa Kỳ.
Câu lạc bộ Cordelier đã họp ở đây cùng với Danton và Marat tạo nên một hội quán của Cách mạng Pháp. Mũ bonê đỏ, biểu tượng của tự do trong thời kỳ Cách mạng tư sản Pháp, cũng xuất hiện đầu tiên ở đây. Và lệnh tấn công Tuileries ngày 10 tháng 8 năm 1792 cũng ở quán cà phê này.
Trên bức tường một phòng trong quán, có thể thấy bản chép của Bản tuyên ngôn quyền con người và công dân. Nhờ sự thành công của Café Procope, phố Ancienne-Comédien, tên cũ Comédie rồi Fossés-Saint-Germain-des-Prés, tồn tại từ đó tới nay.